# Véhicule intervention grande intempérie

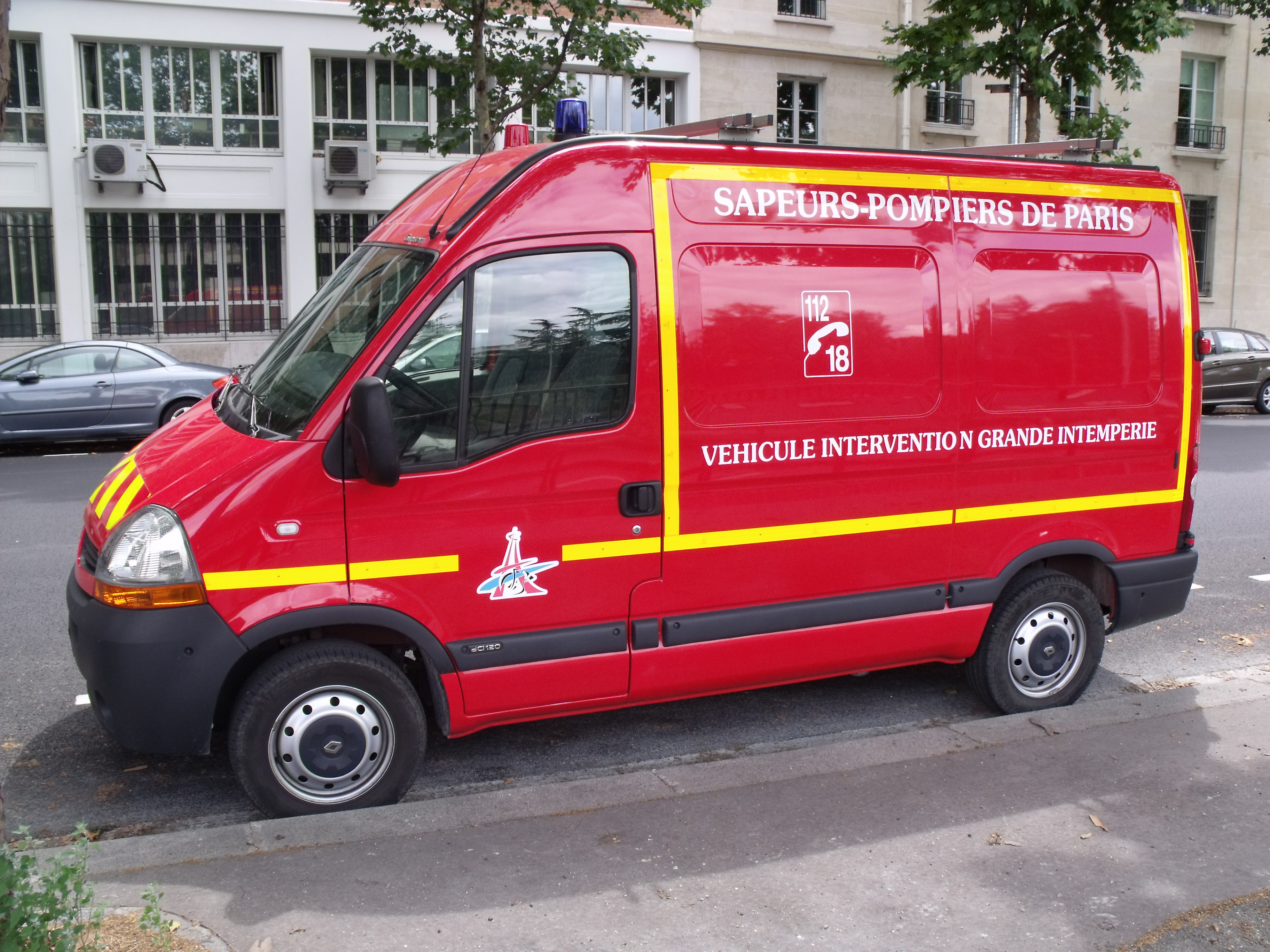
Fourgon VIGI 1 des pompiers de Paris.

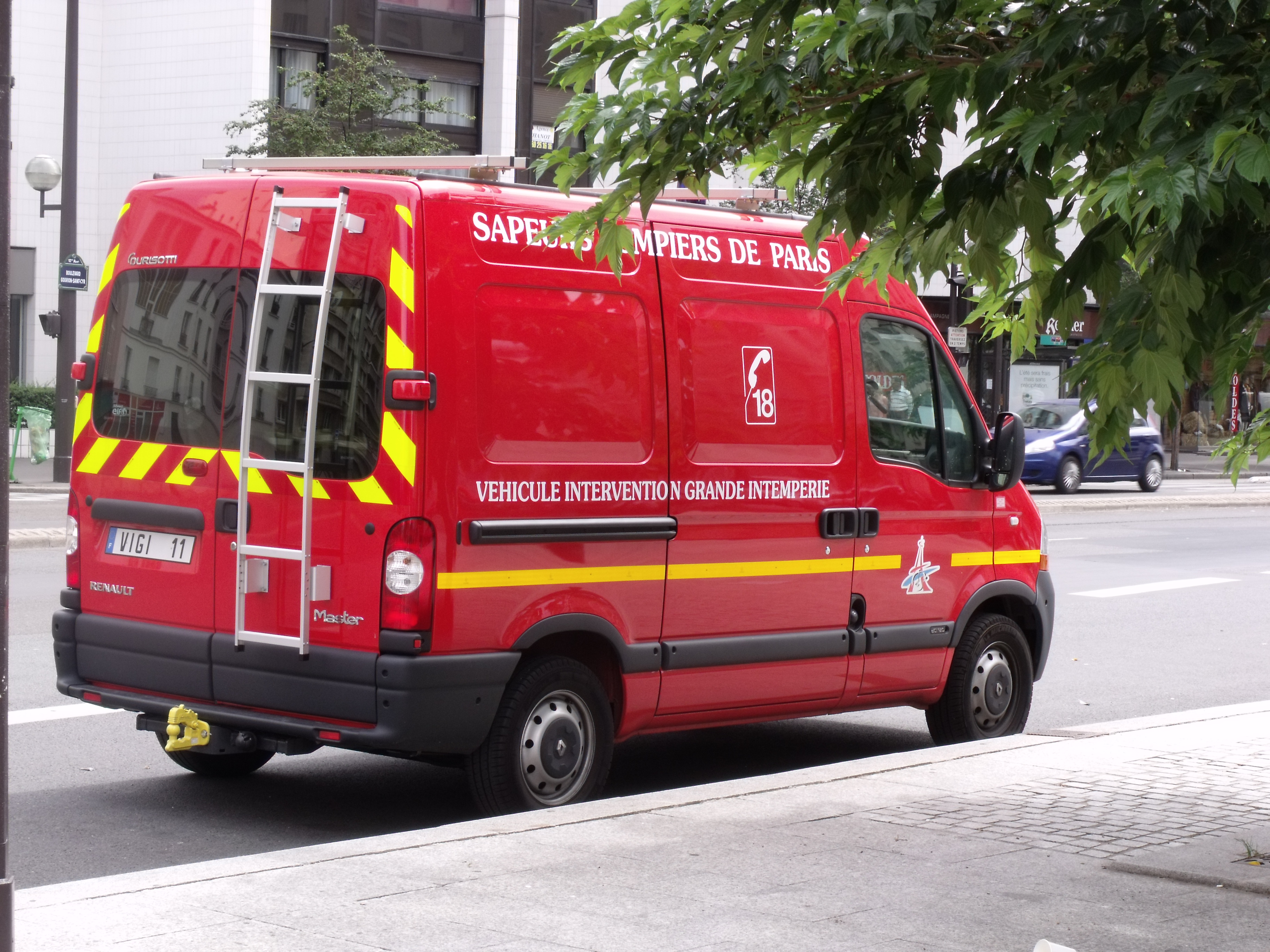
Fourgon VIGI 11 des pompiers de Paris.

Le véhicule intervention grande intempérie ou VIGI est un véhicule d'intervention de la brigade de sapeurs-pompiers de Paris (BSPP).

## Description
Le véhicule intervention grande intempérie est un engin destiné à soutenir l'action des sapeurs-pompiers parisiens lors de catastrophes naturelles comme les tempêtes de vent, les inondations, ou bien encore les averses de grêle. Le matériel emporté par ce type de véhicule permet des actions d'épuisement et de pompage, mais aussi la découpe d'arbres au moyen de tronçonneuses thermiques comme de simples haches. Divers équipements de bâchage peuvent également être emportés.
En outre, le VIGI dispose d'un crochet permettant le tractage d'un canot de sauvetage léger pneumatique et de sa remorque.
En 2012, la BSPP possédait douze engins de ce type répartis entre les quatre départements qu'elle protège. Ces engins sont tous construits à partir du châssis du Renault Master et équipés par l'entreprise française Durisotti. Ils sont armés par deux sapeurs-pompiers.
Ressemblant fortement à des véhicules de servitude, les fourgons VIGI disposent d'avertisseurs sonores et lumineux adaptés à leurs missions.

### Les VIGI à Paris
Les Français ont pu découvrir ce type de véhicule lors du défilé du 14 juillet 2010 auquel ils participèrent pour la première fois.